# У ситне сате
У ситне сате (енгл. After Hours), преведена и као Идиотска ноћ, америчка је сатирична црна комедија из 1985. године, режисера Мартина Скорсезеа, према сценарију који је написао Џозеф Минион. Прича прати њујоршког програмера Пола Хекета (Грифин Дан), који проживљава низ авантура покушавајући се вратити кући из Сохоа на Менхетну. Ово је био први Скорсезеов филм након десет година у којем није наступио Роберт де Ниро. Споредне улоге у филму тумаче Розана Аркет, Верна Блум, Томи Чонг, Линда Фиорентино, Тери Гар, Џон Херд, Чич Марин и Кетрин О’Хара.
Филм је наишао на позитивне реакције критичара, који су нарочито похвалили његов црни хумор, и данас се сматра једним од Скорсезеових најпотцењенијих филмова. Освојио је награду Спирит за најбољи филм, док је Скорсезе био награђен наградом Спирит за најбољег редитеља и наградом за најбољег редитеља на Канском филмском фестивалу.

## Радња
После досадног дана на послу, Пол Хекет, стручњак за компјутерске податке, упознаје Марси Френклин у локалном кафићу у Њујорку. Марси му каже да живи са вајарком по имену Кики Бриџис, који прави и продаје гипсане тегове за папир који подсећају на пециво са крем сиром, и даје му њен број телефона. Касније те ноћи, након што је позвао број под изговором да жели да купи утег за папир, Пол одлази таксијем до њеног стана. На путу, његова новчаница од 20 долара излети кроз прозор таксија, остављајући му само малу суму новца. У стану, Пол упознаје Кики, који ради на скулптури згрченог и вриштавог човека, и током посете наиђе на неколико трагова који указују да је Марси унакажена опекотинама. Као резултат овог наговештаја и Марсиног чудног понашања, Пол се изненада искраде из стана.
Пол покушава да оде кући метроом, али у поноћ цена карте расте. Одлази у бар, где се конобарица Џули одмах заљубљује у њега. У бару Пол сазнаје да је у суседству дошло до низа провала. Бармен Том Шор нуди Полу новац за жетон у метроу, али не може да отвори касу. Њих двојица размењују кључеве како би Пол могао да оде до Томовог стана да узме кључ од касе. У Томовом стану, мештани виде странца и замењују Пола за провалника. Након што им је једва побегао, Пол примећује два права пљачкаша, Нила и Пепеа, како у свој комби утоварују скулптуру на којој је Кики радила. Пол виче на њих, они се уплаше и одлазе, притом испуштајући скулптуру.
Када Пол врати скулптуру у Кикин и Марсин стан, Кики (коју је посетио човек по имену Хорст) захтева да се Пол извини Марси. Међутим, када он то покуша, открива да је Марси извршила самоубиство, а Кики и Хорст су већ отишли у место звано Клуб Берлин. Пол зове полицију и пријављује Марсину смрт, а онда се сећа да је требало да врати кључеве Тому.
Пол покушава да се врати у Томов бар, али проналази знак на коме стоји да ће се Том вратити за пола сата. Пол поново среће конобарицу Џули на улици и она га позива у свој стан да сачека Тома, где је Пол узнемирен њеним чудним понашањем. Потом се враћа у Томов бар, али у том тренутку Том добија позив који га обавештава да је његова девојка – која се, како се испоставило, звала Марси – извршила самоубиство. Пол одлучује да се врати у Џулин стан, где она почиње да црта његов портрет док разговарају. На крају, Пол одбацује Џулино набацивање и одлази. Тражећи Кики и Хорста да их обавести о Марсином самоубиству, он улази у Клуб Берлин, где група панкера покушава да му обрије главу у ирокез фризуру. Након што је једва побегао, Пол упознаје Гејл, возача камиона за сладолед, која у почетку флертује с њим, а затим му нуди да га одвезе кући у камиону, али на крају види потерницу, зове локално становништво и они га немилосрдно прогоне.
Пол упознаје једног човека на улици од кога тражи помоћ, а човек претпоставља да Пол тражи геј састанак. Након што му је признао све, Пол случајно поново проналази Тома, али гомила (уз помоћ Џули, Гејл и Гејлиног камиона) јури Пола. Пол открива да је, као освету за његово одбијање, Џули искористила његов лик на постеру на потерници, називајући га провалником. На крају тражи уточиште у Клубу Берлин. Пол користи свој последњи новчић да пусти песму Is That All There Is? од Пеги Ли и замоли жену по имену Џун за плес. Пол објашњава да га прате, а Џун, такође вајарка који живи у подруму клуба, нуди му помоћ. Она га штити тако што га полива гипсом како би га маскирала у скулптуру док гомила тражи Пола у клубу. Међутим, она га не ослобађа чак ни након што маса оде, и на крају се гипс стврдне, заробивши Пола у пози која подсећа на Кикину скулптуру. Разбојници Нил и Пепе затим проваљују у њен студио и краду скулптуру, стављајући је у задњи део свог комбија. Пол испада из комбија испред капије своје пословне зграде у излазак сунца. Брише гипс са себе и одлази до свог стола док други запослени прилазе осталим столовима, на чему се филм завршава.

## Улоге
| Глумац           | Улога          |
| ---------------- | -------------- |
| Грифин Дан       | Пол Хекет      |
| Розана Аркет     | Марси Френклин |
| Верна Блум       | Џун            |
| Томи Чонг        | Пепе           |
| Линда Фјорентино | Кики Бриџис    |
| Тери Гар         | Џули           |
| Џон Херд         | Том Шор        |
| Чич Марин        | Нил            |
| Кетрин О’Хара    | Гејл           |
| Дик Милер        | Пит            |
| Вил Патон        | Хорст          |
| Бронсон Пинчот   | Лојд           |